# 蒙蒂 (罗马)

区徽

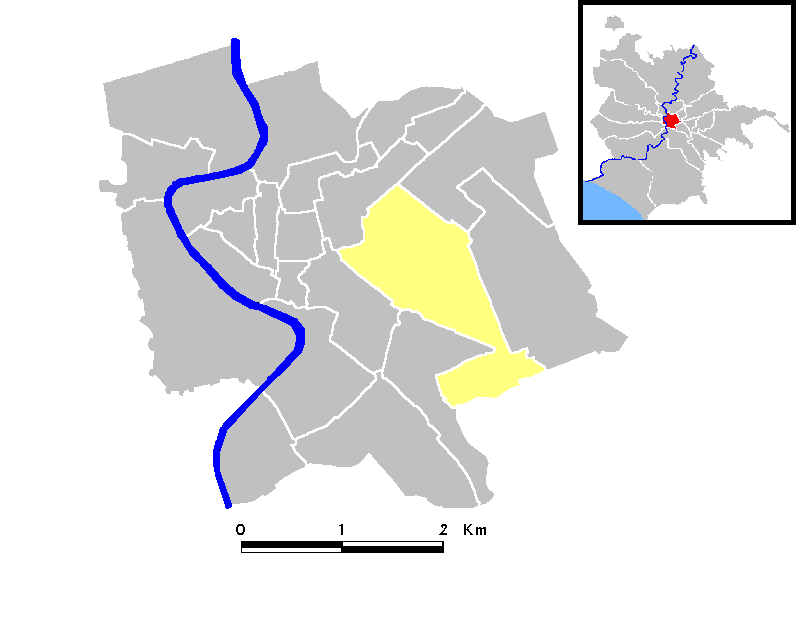
地图

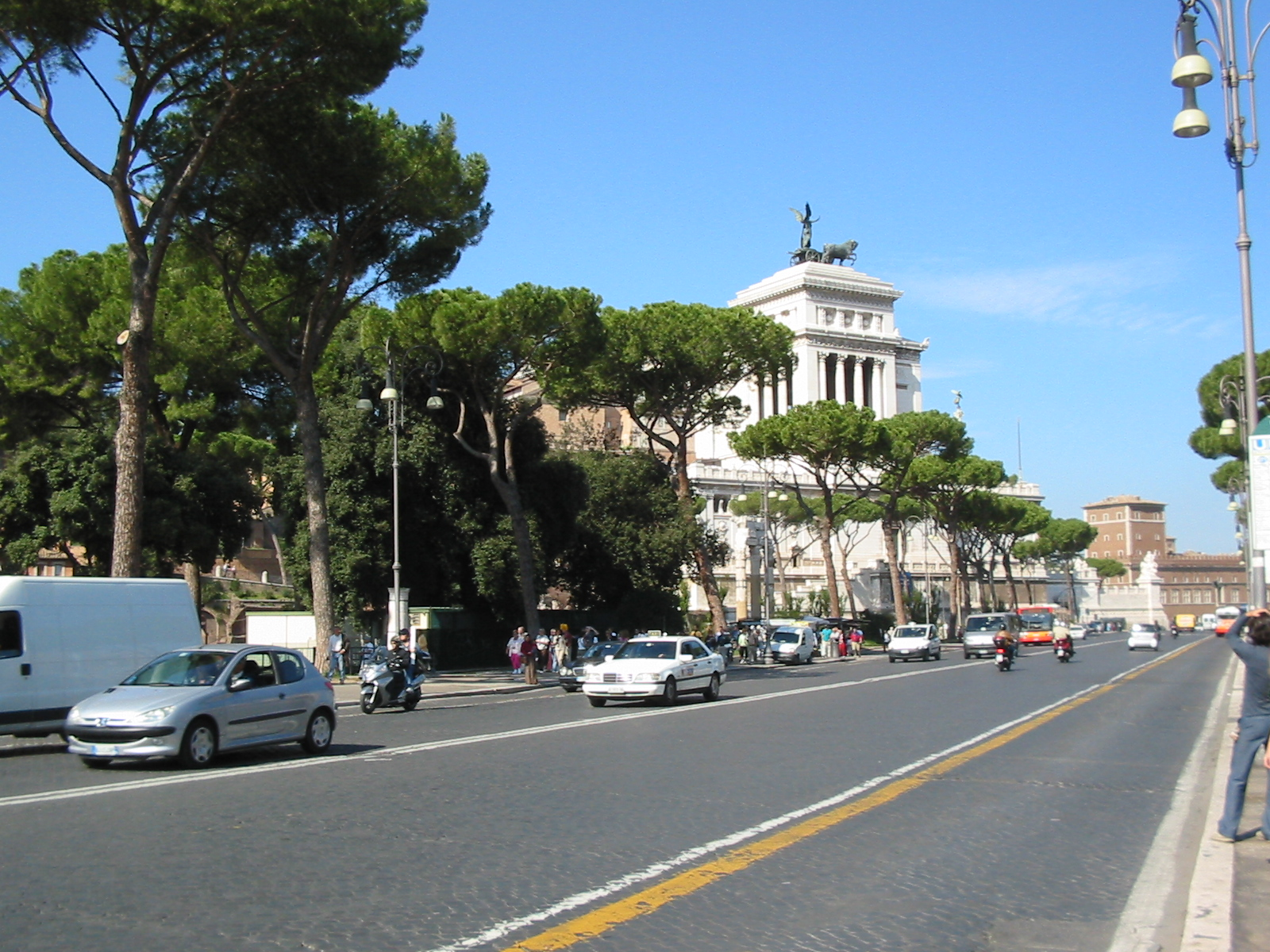
帝国广场大道

蒙蒂（Monti）是罗马的第一区，字面意思为“山”。埃斯奎利诺山、维米那勒山，以及奎利那雷山和西里欧山的一部分都属于该区。其区徽即为三座山。虽然今天埃斯奎利诺、卡斯特罗比勒陀里奥和西里欧山不再属于该区，但是仍然沿用原来的名称。
在古代，该区人口稠密，有古罗马广场和穷人住的郊区，充满不光彩的地方和妓院。
在中世纪，情况完全不同：罗马引水渠损坏后，输水到山上的蒙蒂非常困难。因此，很多居民搬到地势较低的战神广场，在那里他们可以饮用台伯河水。
从中世纪到19世纪初，该区到处是葡萄园和花园。因为该区缺水而人口稀少，而且远离基督教文化的中心梵蒂冈。该区未被抛弃，是因为拉特朗圣若望大殿拥有大量朝圣者。
蒙蒂居民的罗马方言有别于其他的区。 
19世纪末，罗马成为统一的意大利首都，城市化进程加速，法西斯时期该区的外观发生巨大变化，特别是在1924年和1936年之间，开辟帝国广场大道，以及在其两侧古罗马广场与帝国议事广场的考古发掘，摧毁了不少小街巷和普通民居。
该区拥有众多的考古遗迹：
- 罗马斗兽场
- 尼禄的金宫
- 图拉真浴场
- 提多浴场
- 古罗马广场的一部分
- 图拉真市场

## 教堂
- Sant'Agata dei Goti
- 奎琳岗圣安德肋堂
- 四泉聖嘉祿堂
- 拉特朗圣格肋孟圣殿
- Santa Maria dei Monti
- 圣母大殿
- San Martino ai Monti
- 圣巴西德圣殿
- 圣伯多禄锁链堂
- 圣普正珍大殿
- 圣斯德望圆形堂
- San Vitale
- 拉特朗圣若望大殿
- 圣玛策林及圣伯多禄堂
- Santa Lucia in Selci
- Santi Quirico e Giulitta